# Trypeticus tabacigliscens
Trypeticus tabacigliscens är en skalbaggsart som beskrevs av Sylvain Auguste de Marseul 1883. Trypeticus tabacigliscens ingår i släktet Trypeticus och familjen stumpbaggar. Inga underarter finns listade i Catalogue of Life.